# OSC 04 Rheinhausen
Der OSC 04 Rheinhausen e. V. (vollständiger Name: Olympischer Sport Club 04 Rheinhausen e. V.) ist ein Sportverein in Duisburg-Rheinhausen, der 1971 aus der Fusion des TuS Rheinhausen und ESV Jahn Rheinhausen entstand. Mit seinen rund 2900 Mitgliedern zählt der OSC 04 Rheinhausen zu den größeren Sportvereinen in Nordrhein-Westfalen.
Am 6. Dezember 2018 reichte der Verein beim Amtsgericht Insolvenz ein. Der Verein geriet durch das im Dezember 2016 eröffnete Gesundheitszentrum Sportwelt Rheinhausen in eine finanzielle Schieflage und berechnete die Zahlung der Umsatzsteuer fehlerhaft.

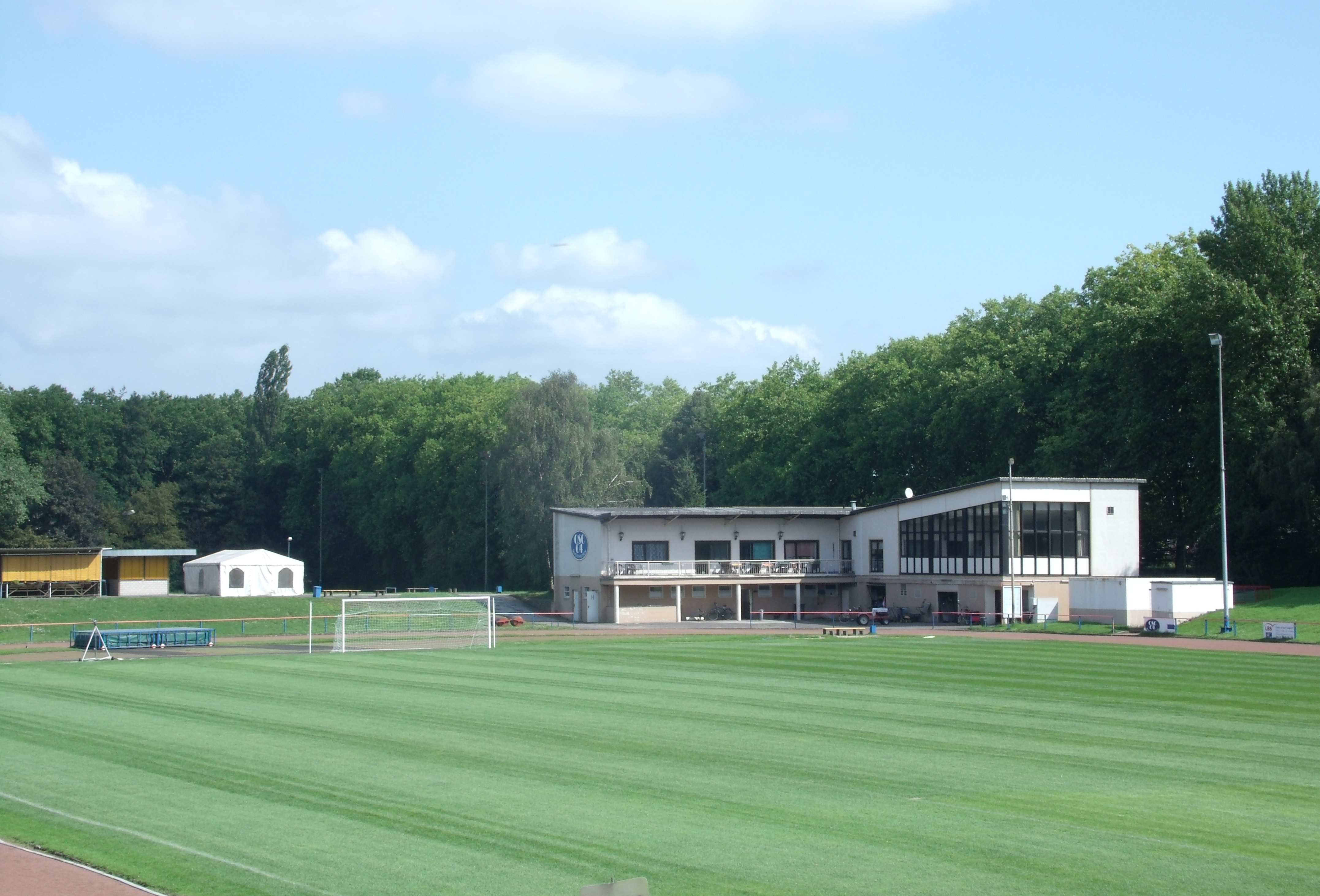
Vereinsheim des OSC 04 Rheinhausen e. V. (an der Gartenstr.)

## Geschichte

### Ursprungsvereine
Die Geschichte des OSC 04 Rheinhausen reicht zurück bis ins Jahr 1902, in dem die Turnerschaft Friemersheim/Bliersheim als ältester Ursprungsverein ihr Gründungsjahr verzeichnet. In der Folgezeit lassen sich neben den Turnvereinen Bergheim, Hochemmerich und Jahn-Schwarzenberg (alle Gründungsjahr 1904) zahlreiche weitere Vereine der Chronik des OSC 04 Rheinhausen zuordnen.(siehe Tabelle)
| Jahr | Vereine (Fusionen) |
| ---- | --- |
| 1902 | Turnerschaft Friemersheim-Bliersheim |
| 1904 | Turnverein Bergheim / Turnverein Hochemmerich / Turnverein Jahn-Schwarzenberg |
| 1909 | Spielverein Hochemmerich |
| 1910 | Friemersheimer Fußballclub |
| 1912 | Spiel- und Sportverein „Borussia“ Friemersheim-Bliersheim |
| 1921 | Verein für Leibesübungen Reichsbahn-Hohenbudberg |
| 1924 | Schachverein Rheinhausen |
| 1930 | Turn- und Sportverein Borussia 09 Rheinhausen (Fusion: Spielverein Hochemmerich und Spiel- und Sportverein „Borussia“ Friemersheim-Bliersheim)                                                                                          |
| 1937 | Kruppscher Turn- und Sportverein Rheinhausen (Fusion: Turnverein Hochemmerich und Turn- und Sportverein Borussia 09 Rheinhausen) Turnverein Jahn Schwarzenberg-Bergheim (Fusion: Turnverein Bergheim und Turnverein Jahn-Schwarzenberg) |
| 1938 | Betriebssportgemeinschaft Krupp Rheinhausen (Fusion: Turnerschaft Friemersheim-Bliersheim und Kruppscher Turn- und Sportverein Rheinhausen)                                                                                             |
| 1945 | Turn- und Spielverein 04 Rheinhausen (Umbenennung, zuvor Betriebssportgemeinschaft Krupp Rheinhausen) |
| 1948 | Eisenbahner Sportverein Friemersheim-Hohenbudberg (Fusion: Friemersheimer Fußballclub und Verein für Leibesübungen Reichsbahn-Hohenbudberg)                                                                                             |
| 1965 | ESV Jahn Rheinhausen 04 (Fusion: Turnverein Jahn Schwarzenberg-Bergheim und Eisenbahner Sportverein Friemersheim-Hohenbudberg) |
| 1971 | OSC 04 Rheinhausen e. V. (Fusion: Turn- und Spielverein 04 Rheinhausen und ESV Jahn Rheinhausen 04) |

Am 13. August 1971 wurde mit großer Mehrheit der Zusammenschluss der beiden Vereine Turn- und Spielverein 04 Rheinhausen e. V. und Eisenbahner Sportverein Jahn Rheinhausen 04 e. V. zum OSC 04 Rheinhausen e. V. beschlossen. Die beiden damaligen Vereinsvorsitzenden Günther Klinge (TuS 04) und Paul Raue (ESV Jahn), unterzeichneten noch am selben Abend den Fusionsvertrag und stellten gleichberechtigt den neuen Vereinsvorsitz.

### Entwicklung und Erfolge
Neben Sportarten wie Handball, Fußball, Turnen, Leichtathletik oder Kampfsport fanden und finden sich auch seltenere Sportarten im Abteilungsangebot des OSC 04 Rheinhausen.
Frühere Abteilungsangebote des OSC 04 Rheinhausen:
- Basketball (Erfolge siehe Ehrentafel des Basketballkreises Niederrhein)
- Cricket
- Faustball
- Rollsport (Rollhockey)
- Rollstuhlrugby
- Rudersport
- Volleyball

Der OSC 04 Rheinhausen brachte im Laufe seines Vereinsdaseins diverse Rekorde und Meisterschaften im nationalen wie auch internationalen Spitzensport hervor. Bereits im Jahre 1922 erzielte der Leichtathlet Ludwig Hummerjohann mit 10,6 s über 100 Meter eine für die damalige Zeit unglaubliche Bestleistung und beeindruckte mit einer Weitsprungweite von 7,06 m. Der Handballer Günter Ortmann wurde 1936 Olympiasieger im Feldhandball und setzte den ersten historischen Akzent für die bis heute große Handballtradition beim OSC 04 Rheinhausen. Gerd Nellen wurde 1951 als Torwart in die Handballnationalmannschaft berufen. Der Handballer Gerd Rosendahl gewann 1978 mit der deutschen Nationalmannschaft Weltmeisterschafts-Gold. Hervorzuheben sind auch die ersten Bundesliga-Jahre des OSC 04 Rheinhausen im Handball der Männer, welche den Handballsport beim OSC 04 Rheinhausen zum „Aushängeschild“ des Vereines werden ließen.

## Jugendarbeit
Bereits Anfang der 1970er Jahre engagierte sich der OSC 04 Rheinhausen verstärkt im Bereich der Jugendarbeit und -förderung. 1982 verlieh der Oberbürgermeister der Stadt Duisburg dem OSC 04 Rheinhausen die Ehrenurkunde für hervorragende Verdienste im Bereich der Jugendarbeit. Im Jahr 1990 erhielt die damals bereits 20-jährig bestehende Jugendhandball-Abteilung des OSC 04 Rheinhausen das „Grüne Band für vorbildliche Talentförderung im Verein“ der Dresdner Bank.

### Nachwuchs
- Deutscher B-Jugendmeister 1990

## Abteilungen

### Badminton
Die Badminton-Abteilung des OSC 04 Rheinhausen wurde 1957 gegründet. Sie ging aus der Tischtennis-Abteilung des damaligen TuS Rheinhausen hervor. Der OSC 04 Rheinhausen gehörte in den 1970er und 1980er Jahren zu den Topmannschaften im deutschen Badmintonsport. Mit der Ausrichtung der Internationalen Badmintonmeisterschaft von Deutschland betritt der OSC zusammen mit dem Turnerbund Rheinhausen 1984 Neuland. Zwei Jahre später wurden die „German Open“ zu einer großen Werbung für den Badmintonsport. Bis zu 6000 begeisterte Zuschauer wurden an den Veranstaltungstagen in der Sporthalle Krefelder Straße des OSC 04 Rheinhausen gezählt. 1991 richtet der OSC erneut die deutsche Badmintonmeisterschaft in Rheinhausen aus.

#### Erfolge (Badminton)
| Name | Altersklasse    | Erfolge                                          |
| --- | --------------- | ------------------------------------------------ |
| Kirsten Schmieder | U14             | Deutsche Einzelmeisterschaft 1976                |
| Brigitte Steden | Senioren        | Deutsche Einzelmeisterschaft 1977                |
| Brigitte Steden | Senioren        | Deutsche Doppelmeisterschaft 1977/82             |
| Brigitte Steden | Senioren        | Deutsche Mixedmeisterschaft 1977                 |
| Kirsten Schmieder | U18             | Deutsche Einzelmeisterschaft 1979/80             |
| Kirsten Schmieder | U22             | Deutsche Einzelmeisterschaft 1979/80/81/82/83/84 |
| Kirsten Schmieder | U14             | Deutschemeisterschaft im Damendoppel 1976        |
| Kirsten Schmieder | U18             | Deutschemeisterschaft im Damendoppel 1980        |
| Kirsten Schmieder | U22             | Deutschemeisterschaft im Damendoppel 1980/81/82  |
| Kirsten Schmieder | Senioren        | Deutsche Einzelmeisterschaft 1981/82/85/86       |
| Kirsten Schmieder | Senioren        | Deutsche Doppelmeisterschaft 1982/83/84/86       |
| Michael Ferlings | U22             | Deutsche Einzelmeisterschaft 1983                |
| Kirsten Schmieder | Senioren        | Deutsche Mixedmeisterschaft 1985                 |
| Kirsten Schmieder Serian Wiyatno Joachim Schulz Matthias Heger Rolf Heyer Michael Ferlings Udo Kamperdicks Petra Dieris-Wierichs | Senioren/-innen | Deutsche Mannschaftsmeisterschaft 1984           |

Die ersten Erfolge waren bereits Mitte der 1970er Jahre zu verzeichnen. Im Jahre 1976 holte sich Rolf Heyer den Titel des Deutschen Jugendmeisters im Badminton. Ein Jahr später errang die 34-fache Nationalspielerin Brigitte Steden alle drei möglichen Titel bei den deutschen Badminton-Meisterschaften. 1979 werden Rolf Heyer und Bärbel Murrach Deutsche Badminton-Vizemeister im Mixed. Rolf Heyer holt sich auch 1980 den deutschen Meistertitel der Junioren. Während es für Meyer der letzte Einsatz im Juniorenbereich sein sollte, macht mit Kirsten Schmieder ein weiteres OSC-Nachwuchstalent auf sich aufmerksam. Sie wurde Deutsche Badmintonmeisterin der Jugend und der Juniorinnen und wiederholte diese Leistung 1981 und 1982. Mit Matthias Heger (1982) und Michael Ferlings (1983) kommen zwei weitere Deutsche Meister der Junioren aus dem Verein. Sowohl Heyer als auch Schmieder setzten ihre Leistungen im Seniorenbereich fort. Zusammen mit Karin Schäfers erkämpfte sich Rolf Heyer 1981 den dritten Platz bei den deutschen Meisterschaften, während Kirsten Schmieder drei DM-Titel gewann, im Einzel 1985 sowie im Doppel 1983 und 1985. Die Leistungsdichte im Rheinhauser Badmintonteam Mitte der 1980er Jahre zeigte der Gewinn der deutschen Mannschaftsmeisterschaft 1984. Für den OSC am Start waren neben den „Erfolgsgaranten“ Heyer und Schmieder die Spieler Petra Dieris-Wierichs, Udo Kamperdicks, Serian Wiyatno, Joachim Schulz, Matthias Heger und Michael Ferlings. Betreut wurde die Meistermannschaft von Trainer Schäfers.

### Federfußball
Im Federfußball erzielte der OSC 04 Rheinhausen zahlreiche deutsche Meistertitel errungen und die OSC-Mannschaft war über Jahre hinweg auf den vorderen Plätzen der 1. Federfußball-Bundesliga zu finden. Im Jahr 2011 strebte die Mannschaft des OSC 04 Rheinhausen den Wiederaufstieg in die oberste Liga des Deutschen Federfußballbundes an.

#### Erfolge (Federfußball)
| Jahr | Erfolge                               | Name                        |
| ---- | ------------------------------------- | --------------------------- |
| 2003 | Internat. Seniorenmeisterschaft Mixed | Barbara Figge               |
| 2004 | Dt. Seniorenmeisterschaft Doppel      | Markus Lenk & Rolf Kathmann |
| 2006 | Dt. Seniorenmeisterschaft Doppel      | Rolf Kathmann               |

### Fußball

#### Fußball Männer
Nachdem die erste Mannschaft des OSC Rheinhausens 2006 nur knapp den Aufstieg in die Landesliga (6. höchste Spielklasse) verpasst hatte. Stieg man 2008 als 15. in die Kreisliga A ab. Aus dieser der OSC im Jahr 2012 als 14. ebenfalls abstieg. In der Kreisliga B spielte der OSC oft oben mit, musste aber trotzdem 8 Jahre bis zum Wiederaufstieg warten. In der Saison 2021/22 wurde man 10. in der Kreisliga A. Die 2. Mannschaft spielt in der Kreisliga B, die 3. Mannschaft spielt in der Kreisliga C. Die „Alte Herren“-Mannschaft führt ihre Spiele in einer Hobby-Liga durch.(Stand: August 2022)
| Saison  | Liga                                  | Platzierung                                                |
| ------- | ------------------------------------- | ---------------------------------------------------------- |
| 2003/04 | Bezirksliga Staffel 6                 | Platz 5 (30 Sp, 48 P, 69:48)                               |
| 2004/05 | Bezirksliga Staffel 6                 | Platz 6 (30 Sp, 42 P, 53:45)                               |
| 2005/06 | Bezirksliga Staffel 6                 | Platz 3 (28 Sp, 61 P, 74:43)                               |
| 2006/07 | Bezirksliga Staffel 6                 | Platz 10 (30 Sp, 36 P, 56:74)                              |
| 2007/08 | Bezirksliga Staffel 6                 | Platz 15 (30 Sp, 23 P, 54:84)                              |
| 2008/09 | Kreisliga A                           | Platz 5 (32 Sp, 57 P, 61:37)                               |
| 2009/10 | Kreisliga A                           | Platz 10 (30 Sp, 33 P, 55:60)                              |
| 2010/11 | Kreisliga A                           | Platz 10 (28 Sp, 31 P, 44:53)                              |
| 2011/12 | Kreisliga A                           | Platz 14 (30 Sp, 27 P, 48:84)                              |
| 2012/13 | Kreisliga B, Gruppe 2                 | Platz 3 (28 Sp, 54 P, 79:54)                               |
| 2013/14 | Kreisliga B, Gruppe 2                 | Platz 9 (30 Sp, 37 P, 74:85)                               |
| 2014/15 | Kreisliga B, Gruppe 2                 | Platz 7 (30 Sp, 47 P, 67:49)                               |
| 2015/16 | Kreisliga B, Gruppe 2                 | Platz 6 (30 Sp, 44 P, 79:60)                               |
| 2016/17 | Kreisliga B, Gruppe 2                 | Platz 7 (30 Sp, 43 P, 103:57)                              |
| 2017/18 | Kreisliga B, Gruppe 2                 | Platz 13 (30 Sp, 35 P, 52:81)                              |
| 2018/19 | Kreisliga B, Gruppe 2                 | Platz 5 (26 Sp, 54 P, 85:49)                               |
| 2019/20 | Kreisliga B, Gruppe 2                 | Platz 3 (19 Sp, 44 P, 83:33)                               |
| 2020/21 | Kreisliga A                           | Platz 7 (7 Sp, 12 P, 18:19)                                |
| 2021/22 | Kreisliga A Kreisliga A Abstiegsrunde | Platz 13 (17 Sp, 19 P, 35:48) Platz 5 (26 Sp, 30 P, 53:75) |
| 2022/23 | Kreisliga A                           |                                                            |

#### Fußball Frauen
Die erste Frauenmannschaft des OSC 04 Rheinhausen spielt aktuell in der Bezirksliga.(Stand: August 2022)
| Saison  | Liga                 | Platzierung                    |
| ------- | -------------------- | ------------------------------ |
| 2012/13 | Kreisliga Gruppe 7   | Platz 7 (16 Sp, 22 P, 35:47)   |
| 2013/14 | Kreisliga Gruppe 7   | Platz 4 (12 Sp, 20 P, 43:23)   |
| 2014/15 | Kreisliga Gruppe 7   | Platz 3 (18 Sp, 38 P, 106:14)  |
| 2015/16 | Kreisliga Gruppe 7   | Platz 1 (24 Sp, 68 P, 131:10)  |
| 2016/17 | Bezirksliga Gruppe 3 | Platz 6 (24 Sp, 39 P, 60:50)   |
| 2017/18 | Bezirksliga Gruppe 3 | Platz 3 (26 Sp, 50 P, 101:60)  |
| 2018/19 | Bezirksliga Gruppe 3 | Platz 14 (26 Sp, 3 P, 26:151)  |
| 2019/20 | Kreisliga A Moers    | Platz 2 (14 Sp, 2,21 ⌀, 72:23) |
| 2020/21 | Bezirksliga Gruppe 5 | Platz 13 (7 Sp, 3 P, 10:32)    |
| 2021/22 | Kreisliga A Moers    | Platz 1 (21 Sp, 48 P, 93:32)   |
| 2022/23 | Bezirksliga Gruppe 3 |                                |

#### Fußball Jugend
Die männliche Fußball-Jugendabteilung stellt in der Saison 2012/13 insgesamt 10 Mannschaften.
Die weibliche Fußball-Jugendabteilung stellt in vier Altersklassen Mannschaften, die aktiv an den Ligaspielen teilnehmen (U11/U13/U15 und U17).(Stand: Juni 2013)
Der größte sportliche Erfolg war die Meisterschaft in der C-Jugend Niederrheinliga Gruppe 2. Zu diesem Zeitpunkt war der Verein in der B- und C-Jugend Niederrheinliga und in allen Leistungsklassen vertreten.

### Garde und Schautanz
Diese Tanzabteilung des OSC 04 Rheinhausen stellt nach den Richtlinien des Deutschen Verband für Garde- und Schautanzsport diverse Tänze zusammen. Es werden verschiedene Disziplinen von Tänzen für Solisten, Paare und Formationen durchgeführt, wobei die Altersklassen ab 6 Jahren beginnen. Unter dem Namen „Devil Dancers“ tritt die Tanzgruppe auf Turnieren und Meisterschaften auf.
Derzeit werden folgende Disziplinen angeboten:(Stand: Juli 2011)
- Garde Marsch
- Gardetanz Polka
- Gardetanz Solo und Paar
- Schautanz Solo und Duo
- Schautanz Modern

#### Erfolge (Schautanz)
| Jahr | Kategorie               | Erfolg                          | Name                           |
| ---- | ----------------------- | ------------------------------- | ------------------------------ |
| 2009 | Paar-Tanz               | 1. Platz Europameisterschaft    | Kira Kaspers & Kevin Ulrich    |
| 2009 | Show-Tanz               | 1. Platz NRW-Meisterschaft      | Dalina Kuhlmann & Kevin Ulrich |
| 2010 | Show-Tanz               | 1. Platz NRW-Meisterschaft      | Dalina Kuhlmann & Kevin Ulrich |
| 2010 | Jugendklasse (Polka)    | 1. Platz deutsche Meisterschaft | Devil-Dancers                  |
| 2010 | Jugend Gardetanz (Solo) | 2. Platz deutsche Meisterschaft | Kira Kaspers                   |
| 2010 | Jugend Gardetanz (Paar) | 2. Platz deutsche Meisterschaft | Kira Kaspers & Kevin Ulrich    |

### Handball
Die bekanntesten Handball-Vereinsmitglieder und Spieler des OSC Rheinhausen waren u. a. die aus der eigenen Jugend stammenden Achim Schürmann (2007–2011 Trainer der 1. Männermannschaft des OSC) und der Welthandballer Daniel Stephan, Günter Ortmann (im Aufgebot der deutschen Nationalmannschaft bei den Olympischen Spielen 1936), Gerd Nellen (Teilnahme an zahlreichen Länderspielen im Feldhandball) sowie Gerd Biefang (National-Torwart bei der Weltmeisterschaft im Feldhandball 1966).

#### Handball Männer
Vor der Gründung des OSC 04 Rheinhausen am 13. August 1971 spielte der Vorgängerverein ESV Jahn Rheinhausen in den Sommerspielzeiten 1970 und 1971 in der Feldhandball-Bundesliga.
Mit dem Aufstieg in die Hallenhandball-Bundesliga im Jahr 1974 gehörte der OSC 04 Rheinhausen bis 1977 zu den Gründungsmitgliedern der eingleisigen Handball-Bundesliga. Größter Erfolg war das Erreichen des Halbfinals um die deutsche Meisterschaft im Mai 1977, wo der OSC aber am TV Großwallstadt scheiterte.
Nach dem Bundesliga-Abstieg im Jahr 1979 gelang in der Saison 1993/94 ein einjähriges Intermezzo in der höchsten Spielklasse, und 1995 gelang erneut der Wiederaufstieg. Nach zweieinhalb Jahren musste sich der OSC wegen der Insolvenz des Hauptsponsors, der Firma Götzen, Ende Dezember 1997 mitten in der Saison aus der Handball-Bundesliga zurückziehen. Nach einem Neuanfang in der Landesliga (6. Liga) im Jahr 1998 spielte der OSC von 2004/05 bis 2009/10 in der Regionalliga West (3. Liga).
Am 8. Mai 2010 gelang der Mannschaft der Aufstieg in die 2. Bundesliga. Nach nur einem Spieljahr startete der Verein 2011/12 in der 3. Liga. Am 11. Mai 2013 absolvierte der OSC 04 Rheinhausen sein letztes Heimspiel in der 3. Liga unter dem alten Vereinsnamen. Gegen den rheinischen Rivalen ART Düsseldorf gelang dem OSC ein 33:29-Sieg. Im Februar 2013 wurde der Zusammenschluss des OSC Rheinhausen mit den Handball-Herren von Hamborn 07 beschlossen.
Unter dem neuen Namen „SG OSC Löwen Duisburg“ nahm die Spielgemeinschaft in der Saison 2013/14 den Platz der Rheinhausener in der 3. Liga ein. Nach dem Abstieg in die Oberliga stiegen die Hamborner im Frühjahr 2015 aus der Spielgemeinschaft aus.
In der Saison 2015/16 bildete der OSC Rheinhausen mit den Wölfen Nordrhein eine Spielgemeinschaft unter dem Namen „OSC Wölfe Rheinhausen“, die in der Oberliga mit dem neunten Tabellenplatz die Qualifikation für die neue Regionalliga Nordrhein schafften.
Ab der Saison 2016/17 stieg der OSC Rheinhausen aus der Spielgemeinschaft aus, die HC Wölfe Nordrhein traten von nun an nun alleine an. Nach dem Aufstieg in die Regionalliga Nordrhein in der Saison 2019/20 lösten sich die HC Wölfe Nordrhein wieder auf, um sich erneut dem OSC Rheinhausen anzuschließen.
Die Duisburger tragen mit ihrer ersten Mannschaft ihre Heimspiele in der Sporthalle an der Krefelder Straße aus. Diese bietet den Zuschauern 1500 Sitzplätze.

##### Saisonstatistiken (Auszug)
| Spieljahr | Liga          | Platzierung | Bemerkung                                       |
| --------- | ------------- | ----------- | ----------------------------------------------- |
| 1971–1972 | Oberliga      | 1. Platz    | Aufstieg in die Regionalliga                    |
| 1973–1974 | Regionalliga  | 1. Platz    | Relegationsspiele, Aufstieg in die 1. Liga      |
| 1976–1977 | 1. Bundesliga | 2. Platz    | Halbfinale deutsche Meisterschaft ausgeschieden |
| 1992–1993 | 2. Bundesliga | 1. Platz    | Aufstieg in die 1. Liga                         |
| 1994–1995 | 2. Bundesliga | 1. Platz    | Aufstieg in die 1. Liga                         |
| 2001–2002 | Verbandsliga  | 1. Platz    | Aufstieg in die Oberliga                        |
| 2003–2004 | Oberliga      | 1. Platz    | Aufstieg in die Regionalliga                    |
| 2009–2010 | Regionalliga  | 1. Platz    | Aufstieg in die 2. Liga                         |
| 2012–2013 | 3. Liga       | 5. Platz    |                                                 |
| 2015–2016 | Oberliga      | 9. Platz    | Qualifikation für die Regionalliga              |

#### Handball Frauen
Die Handball-Frauen-Abteilung wurde im Sommer 1963 gegründet und erreichte den größten sportlichen Erfolg in der Spielzeit 1977/78 mit dem Gewinn der westdeutschen Meisterschaft und somit den Aufstieg in die Handball-Bundesliga. Bereits nach einem Jahr folgte der Wiederabstieg. Herausragende Spielerin war Gisela Gerten, die in den 1960er Jahren wiederholt in der deutschen Nationalmannschaft eingesetzt wurde.
Die Frauen-Abteilung des OSC 04 Rheinhausen umfasst derzeit 2 Mannschaften, die in der Kreisliga des Handballverband Niederrhein (HVN) aktiv an Meisterschaftsspielen teilnehmen.(Stand: August 2011)

#### Handball Jugend
Die männliche Handball-Jugendabteilung stellte in der Saison 2011/12 in jeder Altersklasse mindestens eine Mannschaft. Mehr als 20 männliche Jugendliche des OSC 04 Rheinhausen waren in der Saison 2011/12 als Auswahlspieler im Handballkreis Rhein-Ruhr e. V. und im Handballverband Niederrhein e. V. (Dachverband: Westdeutscher Handball-Verband) nominiert.
Die weibliche Handball-Jugendabteilung stellt in 3 Altersklassen Mannschaften, die aktiv an den Ligaspielen teilnehmen.(Stand: August 2011)
| Spieljahr | Altersklasse | Bemerkung                                   |
| --------- | ------------ | ------------------------------------------- |
| 1977      | B-Jugend     |                                             |
| 1982      | B-Jugend     |                                             |
| 1988      | C-Jugend     | u. a. mit Daniel Stephan u. Achim Schürmann |
| 1990      | B-Jugend     | u. a. mit Daniel Stephan u. Achim Schürmann |
| 2011      | C-Jugend     | Westdeutscher Vizemeister                   |
| 2012      | C-Jugend     | Westdeutscher Meister                       |
| 2015      | C-Jugend     | Westdeutscher Vizemeister                   |
| 2017      | A-Jugend     | Regionalliga-Meister Nordrhein              |

### Leichtathletik

#### Geschichte
Zu den ältesten und erfolgreichsten Abteilungen des OSC Rheinhausen gehört die Leichtathletik-Abteilung. Maßgeblichen Anteil am Aufschwung und Erfolg der Leichtathletikabteilung des OSC 04 Rheinhausen trägt als langjähriges Vereinsmitglied Willi Lamberti. Bereits als Zehnjähriger trat Lamberti 1932 dem TUS 04 Rheinhausen bei. Nach den Kriegswirren übernahm er 1948, unter schwierigen Rahmenbedingungen das Training der weiblichen Leichtathletikjugend. Seine Athletinnen konnten in den 1950er Jahren einige deutsche Meisterschaften nach Rheinhausen holen. Heute betreiben in der Leichtathletikabteilung 80 Senioren/-innen und 120 Schüler/-innen Sport. Seit 1989 betreibt der OSC 04 Rheinhausen verstärkt die Schüler-Gruppe der Leichtathletikabteilung wettkampfmäßig und steht damit ganz in der Tradition einer nachhaltigen Jugendförderungsarbeit. Zahlreiche hervorzuhebende Platzierungen in den Bestenlisten des Deutschen Leichtathletik-Verbandes (DLV) belegen die erfolgreiche Jugendarbeit. Einen festen Platz im Terminkalender des Leichtathletik-Verband Nordrhein hat das OSC-Schülersportfest, das im Jahr 2011 bereits seine 15. Auflage mit dem OSC 04 Rheinhausen als Ausrichter erlebt. Ebenso hat sich der Volksparklauf etabliert, an dem im Jahr 2011 bei der 4. Auflage annähernd 500 Aktive Ausdauersportler aller Altersklassen teilnahmen.
| Name                                                   | Jahr | Erfolg |
| ------------------------------------------------------ | ---- | --- |
| Ludwig Hummerjohann                                    | 1922 | Sprint 100 Meter in 10,6 s/Weitsprung 7,06 m                                                                                  |
| Kriemhild Hausmann                                     | 1952 | Deutsche Jugendmeisterin Diskuswurf                                                                                           |
| Hausmann, Haferkamp, Kuhnke, Quass, Kamp, Schluckebier | 1952 | Deutsche Jugendmeister im Mannschafts-Fünfkampf                                                                               |
| Bernhards, Reimer, Herscu, Weiss                       | 1952 | Deutsche Jugendmeister mit der 4-mal-100-Meter-Staffel                                                                        |
| Wolfgang Fischer                                       | 1961 | Deutscher Jugendrekord über 400 Meter in 48,5 Sekunden                                                                        |
| Werner Gosewinkel                                      | 1964 | Deutscher Jugendmeister über 1500 Meter                                                                                       |
| Werner Gosewinkel                                      | 1965 | Deutscher Jugendmeister über 1500 Meter                                                                                       |
| Werner Gosewinkel                                      | 1966 | Vizemeister über 1500 Meter bei den Junioreneuropameisterschaften                                                             |
| Elfi Meierholz                                         | 1971 | Deutsche Hallenmeisterin 60 Meter Hürden Deutscher Jugendrekord 100 Meter in 11,6 s Deutsche Jugendmeisterin 100 Meter Hürden |
| Gisela Derksen                                         | 1972 | Deutsche Jugendmeisterin Fünfkampf                                                                                            |
| Alyssa Tagbo                                           | 2018 | Deutsche Jugendmeisterin (W15) im Weitsprung und Siebenkampf                                                                  |

#### Jüngere Geschichte
Ab dem Jahr 2016 sammelte die Jugend des OSC einige regionale und nationale Erfolge, so wurde Alyssa Tagbo (W14) bei den Deutschen Mehrkampfmeisterschaften 2017, vierte im Siebenkampf. Im Jahr darauf gewann sie in der W15 den Siebenkampf und wurde außerdem Deutsche Meisterin im Weitsprung mit einer Weite von 6,02 m. Im Hochsprung wurde sie mit einer Höhe von 1,71 m Vizemeisterin. In den Jahren zuvor sammelte Alyssa Tagbo bereits verschiedene andere Erfolge. So wurde sie 2016 Vizenordrheinmeisterin im Weitsprung und im Kugelstoßen. 2017 wurde sie dann in beiden Disziplinen Nordrheinmeisterin und NRW Meisterin. Außerdem wurde sie bei den Nordrheinmeisterschaften zweite im Speerwurf und bei den NRW Meisterschaften dritte im Diskuswurf. 2018 wurde sie dann wieder Nordrheinmeisterin im Kugelstoßen, sowie Vizemeisterin im Speerwurf und dritte im Weitsprung und im 100-Meter-Sprint. Bei den NRW Meisterschaften 2018 gewann sie im Hochsprung, im Weitsprung und im Kugelstoßen Gold. Sie gewann außerdem 2018 bei den NRW-Mehrkampfmeisterschaften im Siebenkampf Gold. Weitere Erfolge sammelte der OSC durch: Sebastian Knoche (2016, U18, Dreisprung, 3. Platz bei Nordrheinmeisterschaften), Katja Schütze (2017, W14, Nordrheinmeisterin im Diskuswurf, 3. Platz im Kugelstoßen, NRW Vizemeisterin im Kugelstoßen und im Diskuswurf, 2018, W15, Nordrheinmeisterin im Diskuswurf) und durch Daniel Fischer (2022, M14, Nordrheinmeister im 800-Meter-Lauf).
| Name (Altersklasse)     | Jahr | Wettkampf                               | Platzierungen                                                                                         |
| ----------------------- | ---- | --------------------------------------- | --- |
| Alyssa Tagbo (W14)      | 2016 | Nordrhein-Jugendmeisterschaften         | Vizemeisterin im Weitsprung und im Kugelstoßen                                                        |
| Sebastian Knoche (MU18) | 2016 | Nordrhein-Jugendmeisterschaften         | Dritter im Dreisprung                                                                                 |
| Alyssa Tagbo (W14)      | 2017 | Nordrhein-Jugendmeisterschaften         | Meisterin im Weitsprung und im Kugelstoßen, Vizemeisterin im Speerwurf                                |
| Katja Schütze (W14)     | 2017 | Nordrhein-Jugendmeisterschafen          | Nordrheinmeisterin im Diskuswurf, Dritte im Kugelstoßen                                               |
| Alyssa Tagbo (W14)      | 2017 | NRW-Jugendmeisterschaften               | Meisterin im Weitsprung und im Kugelstoßen, Dritte im Diskuswurf                                      |
| Katja Schütze (W14)     | 2017 | NRW-Jugendmeisterschaften               | Vizemeisterin im Kugelstoßen und im Diskuswurf                                                        |
| Alyssa Tagbo (W15)      | 2018 | Nordrhein-Jugendmeisterschaften         | Meisterin im Kugelstoßen, Vizemeisterin im Speerwurf und Dritte im Weitsprung und im 100-Meter-Sprint |
| Katja Schütze (W15)     | 2018 | Nordrhein-Jugendmeisterschaften         | Meisterin im Diskuswurf                                                                               |
| Alyssa Tagbo (W15)      | 2018 | NRW-Jugendmeisterschaften               | Meisterin im Hochsprung, im Kugelstoßen und im Weitsprung                                             |
| Alyssa Tagbo (W15)      | 2018 | NRW-Mehrkampfjugendmeisterschaften      | Meisterin im Siebenkampf                                                                              |
| Alyssa Tagbo (W15)      | 2018 | Deutsche Jugendmeisterschaften          | Meisterin im Weitsprung, Vizemeisterin im Hochsprung                                                  |
| Alyssa Tagbo (W15)      | 2018 | Deutsche Mehrkampfjugendmeisterschaften | Meisterin im Siebenkampf                                                                              |
| Daniel Fischer (M14)    | 2022 | Nordrhein-Jugendmeisterschaften         | Meister im 800-Meter-Lauf                                                                             |

### Rehasport
Die Rehasport-Abteilung des OSC 04 Rheinhausen bietet Rehabilitationssport für Menschen mit diversen Vorerkrankungen und Bewegungsangebote für Behinderte. Alle Angebote werden von eigens für die jeweiligen Gruppen speziell ausgebildeten Übungsleitern/-innen betreut. Eine kontinuierliche Weiterbildung dieser und der Besitz der entsprechenden Lizenzen sind hierbei gewährleistet.
Zielgruppen sind:
- Menschen mit Herzerkrankungen
- Menschen mit geistiger/mehrfacher Behinderung
- Menschen mit Diabetes
- Menschen mit Krebserkrankungen

### Schach
Mit fast 100 aktiven Mitgliedern ist die Schachabteilung OSC 04 Rheinhausen die größte organisierte Schach-Vereinsgruppe im Raum Duisburg.(Stand: Juli 2024)
Am 14. Juni 1924 wurde in Rheinhausen der erste Schachverein, die Schachgesellschaft Rheinhausen (SG Rheinhausen), gegründet. In weiteren Stadtteilen wie Friemersheim, Bergheim, Asterlagen und Hochemmerich gründeten sich später weitere Vereine. Zum 27. März 1949 schloss sich die SG Rheinhausen mit anderen Schach-Clubs aus dem Rheinhauser Stadtgebiet (Schachklub Rheinhausen, Schachverein Bergheim und Schachgemeinschaft Asterlagen) zu einer Arbeitsgemeinschaft der Rheinhausener Schachvereine zusammen. Hierauf folgte im Jahr 1972 der Zusammenschluss der SG Rheinhausen mit den Schachvereinen Bergheim (gegr.1935), Turm Rheinhausen (gegr.1970) und kurz nach Fusionsdatum dem Schachklub Rheinhausen (gegr. 1935) zum Schachverein Rheinhausen 1924 (SV Rheinhausen 1924). Im Jahr 1981 trat der SV Rheinhausen 1924 dem OSC 04 Rheinhausen e. V. als eigenständige Abteilung bei. Im Juni 2024 feierte die Abteilung ihr 100-jähriges Jubiläum mit Rustam Kasimjanov und Georgios Souleidis als Gästen.

#### Erfolge (Schach)
| Jahr | Erfolge                                                   |
| ---- | --------------------------------------------------------- |
| 2006 | Aufstieg der 1. Jugendmannschaft in die Jugend-Bundesliga |
| 2022 | Aufstieg der 1. Seniorenmannschaft in die NRW-Klasse      |

### Shaolin Kempo
Der erste Shaolin-Kempo-Verein gründete sich 1965 in Deutschland durch Hermann Scholz aus Kleve.
Der Trainer des Shaolin Kempo Juan Marquez begann seine Karriere 1987 beim AKS Rheinhausen.
1988 tritt er in den OSC als Trainer der neu gegründeten Abteilung Shaolin Kempo.
Jugendliche und Erwachsene trainierten gleichzeitig in den Räumen des alten Mädchengymnasiums und im Hallenbad Schwarzenberger Str. und Krupp-Gymnasium.
Im November 1999 wurden Räumlichkeiten bei der Fitness-Kette Big-Frog angemietet, die bis Februar 2000 genutzt wurden.
Im Februar 2000 wurde ein anderes Lokal angemietet. Schelmenweg wurde bis zum Februar 2003 intensiv zur Schulung des Shaolin Kempo genutzt. Dann wurden die ehrwürdigen Hallen zu klein und es wurde ein ehemaliges Speiserestaurant auf der Rheingoldstraße zum neuen Dōjō umgebaut. Folgende Kampfsportarten werden neben Shaolin Kempo in der Kampfsportschule angeboten:
- Kickboxen:

Point-Fighting-Semikontakt (seit 1980)
Thai-Kickboxen-Vollkontakt (seit 2007)
K1-Boxen (seit 2007)
- Tempelboxen/Jiu-Jitsu (seit 1982)
- Tai-Chi (seit 2000)

Die Abteilungsleiterin ist Lorena Marquez.
OSC-Mitgliedern stehen hier bestimmte Trainingstermine zur Verfügung.

#### Erfolge (Shaolin Kempo)
| Veranstaltung                                                       | Disziplin / Altersklasse                                  | Erfolg   | Name des Sportlers |
| ------------------------------------------------------------------- | --------------------------------------------------------- | -------- | ------------------ |
| Deutsche Meisterschaften im Kickboxen 2002                          | Hardstyle Formen / in ihrer Altersklasse                  | 1. Platz | Katrin Zimmermann  |
| Europameisterschaften des 4th-Nation’s-Cup in Wetzlar im Jahre 2002 | Hardstyle Formen                                          | 1. Platz | Lorena Marquez     |
| Internationale Deutsche Meisterschaft 2002                          | Hard Style Formen / in der Altersklasse unter 17-jährigen | 1. Platz | Isabel Marquez     |
| Europameisterschaften 2003 in Wesel                                 | Waffenformen / Männer                                     | 1. Platz | Abdel Laaraj       |
| Deutsche Meisterschaften der DWF in Mönchengladbach im Juli 2003    | Traditionelle Formen / Jugend                             | 1. Platz | Lorena Marquez     |
| Deutsche Meisterschaften der DWF in Mönchengladbach im Juli 2003    | Traditionelle Formen / Jugend                             | 1. Platz | Andreas Fengels    |
| 4. World Cup (AIJC) WM 2003                                         | Hard Style Formen / Frauen                                | 1. Platz | Isabel Marquez     |
| 4. World Cup (AIJC) WM 2003                                         | Point-Fighting / Frauen offene Gewichtsklasse             | 1. Platz | Katrin Bienert     |
| Internationale Meisterschaften 2004                                 | Point-Fighting / -12 Jahre, +45 kg                        | 1. Platz | Phillip Jeske      |
| Internationale Meisterschaften 2004                                 | Freestyle Formen / -12 Jahre                              | 1. Platz | Ilir Dauti         |
| Deutsche Meisterschaften im März 2006                               | Point-Fighting / -45 kg                                   | 1. Platz | Esma Kazanci       |
| Deutsche Meisterschaften im März 2006                               | Point-Fighting / -40 kg                                   | 1. Platz | Lorena Marquez     |
| Europa-Cup Musashi 2007                                             | Point-Fighting / -45 kg und -55 kg                        | 1. Platz | Esma Kazanci       |
| Europa-Cup Musashi 2007                                             | Hard- und Freestyle Formen / -40 kg                       | 1. Platz | Lorena Marquez     |
| Europa-Cup Musashi 2007                                             | Hardstyle Formen                                          | 1. Platz | Lorena Rimkus      |
| Europark-Cup Musashi 2007                                           | Hardstyle Formen/ -12 Jahre                               | 1. Platz | Jasin Lika         |
| Dacascos Open Europameisterschaften im Juni 2007                    | Freestyle Formen / -17 Jahre                              | 1. Platz | Lorena Marquez     |
| WKA Deutschland-Pokal 2008                                          | Hardstyle Formen / -17 Jahre                              | 1. Platz | Saskia Rösner      |
| Europameisterschaften im Mai 2008                                   | Freestyle und Hardstyle Formen / Damen                    | 1. Platz | Lorena Marquez     |
| Europameisterschaften im Mai 2008                                   | Point-Fighting / -60 kg                                   | 1. Platz | Esma Kazanci       |
| Europameisterschaften 2009                                          | Hardstyle und Freestyle Formen / Damen                    | 1. Platz | Lorena Marquez     |
| Europameisterschaften 2009                                          | Point-Fighting / -50 kg und -17 Jahre weiblich            | 1. Platz | Esma Kazanci       |
| Internationale Deutsche Meisterschaften 2009                        | Freestyle Formen                                          | 1. Platz | Lorena Marquez     |
| Internationale Deutsche Meisterschaften 2009                        | Freestyle Formen                                          | 1. Platz | Janine Molnar      |
| Internationale Deutsche Meisterschaften in Paderborn 2010           | Hardstyle Formen / Damen                                  | 1. Platz | Lorena Marquez     |
| Internationale Deutsche Meisterschaften in Paderborn 2010           | Hardstyle Formen / Jugend weiblich                        | 1. Platz | Janine Molnar      |
| Internationale Deutsche Meisterschaften in Paderborn 2010           | Point-Fighting / +82 kg                                   | 1. Platz | Georg Gottsmann    |
| Internationale Deutsche Meisterschaften in Paderborn 2010           | Point-Fighting / +55 kg und +60 kg, Jugend weiblich       | 1. Platz | Esma Kazanci       |

### Tanzsport
Die Tanzsport-Abteilung des OSC 04 Rheinhausen besteht in ihrer derzeitigen Form seit 1995 unter der Leitung von Klaus-Dieter Hanenberg (Stand: Juli 2011). Es werden alle zehn Wertungstänze in Standard und Latein angeboten – im Einzelnen: langsamer Walzer, Tango, Wiener Walzer, Slowfox und Quickstep als Standardtänze sowie Samba, Rumba, Paso Doble, Jive und Cha-Cha-Cha als lateinamerikanische Tanzvarianten. Vornehmlich steht der Spaß und die Freude am Tanzen im Vordergrund, wobei die Altersstruktur der Mitglieder zwischen 20 und 60 Jahren liegt. Die Abteilung nimmt nicht aktiv an Wettkämpfen teil.

### Turnen
Die Abteilung Turnen ist mit 750 Mitgliedern eine der größten des Vereins. Die Turnabteilung zeichnet sich neben ihrem breiten Sportangebot durch vielfältige gesellige Aktivitäten aus.
Das Sportangebot der Turnjugend umfasst folgende Gruppen:(Stand: August 2011)
- Mutter- oder Vater-Kind-Turnen
- Allgemeines Turnen für Mädchen
- Allgemeines Turnen für Jungen
- Kinderturnen gemischt
- Gerätturnen Leistungsgruppe Mädchen
- Gerätturnen Leistungsgruppe Jungen
- Fit for Fun

Das Sportangebot der Senioren umfasst folgende Gruppe:(Stand: August 2011)
- Männer-Gymnastik
- Frauen-Gymnastik
- Frauen-Gymnastik ab 50
- Frauen-Body-Basic-Gruppe
- Senioren-Gymnastik
- Gerätturnen Leistungsgruppe Männer
- Leistungsgruppe Männer-Turnen
- Walking
- Prellball
- Fit ab 50 (gemischte Gruppe)

### Basketball
Diese Abteilung wurde bereits 1951 beim Vorgänger TuS Rheinhausen gegründet. Im Hansa-Hotel in Rheinhausen war der TuS eines der Gründungsmitglieder des Basketballkreises Niederrhein. Gespielt wurde bis 1991. Zwei Jahre später hatte dann eine Herrenmannschaft wieder Interesse an einem regulären Spielbetrieb, deswegen trat der OSC 1993 wieder dem WBV bei. Es gab auch sogar wieder Jugendmannschaften, aber auf Dauer war die Konkurrenz von VfL Rheinhausen, Homberger TV sowie Rumelner TV zu groß. 2009 erfolgte der erneute Austritt.
Folgende Erfolge auf Kreisebene konnte der Verein feiern:
- Kreismeister der Herren 1954 (TuS), 1957 (TuS 2) sowie 1973 und 1989 (OSC)
- Kreispokalsieger der Herren 1995 (OSC)
- Kreismeister der männlichen Junioren 1954, 1955, 1956, 1958 und 1961 (TuS)
- Kreismeister der männlichen Jugend 1955, 1956 und 1957 (TuS)
- Kreismeister der weiblichen Junioren bzw. A-Jugend 1957 (TuS) sowie 1978 und 1979 (OSC)

## Bekannte Vereinsmitglieder
- Ludwig Hummerjohann † sprintete im Jahre 1922 die 100 Meter in 10,6 s und sprang 7,06 m weit.
- Günter Ortmann wurde 1936 als Spieler der damaligen Nationalmannschaft Olympiasieger im Feldhandball.
- Gerd Nellen wurde 1951 als Torwart in die Handballnationalmannschaft berufen.
- Gisela Haferkamp errang 1958 beim Deutschen Turnfest in München die deutsche Meisterschaft im Siebenkampf der Turnerinnen. 1960 wurde sie Deutsche Meisterin im Trampolinspringen.
- Elfi Meierholz wurde 1971 Deutsche Hallenmeisterin über 60 Meter Hürden. Außerdem stellte sie in 11,6 s über 100 Meter einen neuen deutschen Jugendrekord auf und wurde Deutsche Jugendmeisterin über 100 Meter Hürden.
- Gisela Derksen wurde 1972 neue Deutsche Jugendmeisterin im Leichtathletik-Fünfkampf.
- Peter Kleibrink 1976 nahm er mit der Handballnationalmannschaft an den Olympischen Spielen in Montreal teil.
- Rolf Heyer wurde 1976 und 1980 Deutscher Jugendmeister in Badminton sowie 1979 zusammen mit Bärbel Murach Deutscher Badminton-Vizemeister im Mixed.
- Brigitte Steden, 34-fache Nationalspielerin, errang 1977 alle drei möglichen Titel bei den deutschen Badmintonmeisterschaften.
- Gerd Rosendahl wurde 1978 als Rechtsaußen der Nationalmannschaft Handballweltmeister.
- Kirsten Schmieder wurde 1980–82 dreimal hintereinander Deutsche Badmintonmeisterin der Junioren.
- Daniel Stephan wurde 1994, ebenso wie Achim Schürmann, in den Kader der Handballnationalmannschaft berufen. 1998 wurde er zum Welthandballer des Jahres ernannt.
- Günther Klinge † war in seiner mehr als 70-jährigen Vereinsmitgliedschaft beim OSC 04 Rheinhausen 40 Jahre im Vorstand, davon 26 Jahre als Vorsitzender (Ernennung zum Ehrenvorsitzenden im Jahre 1996).